# にじどこ〜2次元の入り口はどこですか?〜
『にじどこ〜2次元の入り口はどこですか？〜』（にじどこ〜にじげんのいりぐちはどこですか？〜）は、テレビせとうち（TSC）が放送していたアニメ系の情報番組である。

## 概要
- 2012年4月24日にパイロット版が放送され、2012年7月3日より月1回のレギュラー放送を開始。
- 「オタクのオタクによるオタクのための新感覚バラエティー☆!!」と銘打ち、ただ情報を伝えるだけでなく視聴者もSNSを通じて番組の内容を決めていく事が出来るという、視聴者参加型の双方向バラエティ番組である。
- 首都圏以外のアニメ情報番組は岡山・香川はもとより全国的にも珍しいものであり[1]、岡山・香川エリア近辺で本番組以外の「ローカル局が自社制作したアニメ情報番組」は岡山県に隣接する兵庫県のサンテレビでかつて毎年4月と10月の初め頃に放送されていた『アニメ・ナビu』が存在するが、内容はどちらかと言えば「改編期を経てサンテレビで新たに放送を開始するアニメ番組を紹介するナビゲート番組」であり、本番組とは方向性が異なっている。
- 番組MCのタミヤは企画によっては様々なキャラクターのコスプレを披露している[2]ほか、声優やアニソン歌手のインタビューの際には岡山の銘菓である大手まんぢゅうを差し入れるなど、制作局の土地柄も反映されている。
- 先述した通り「視聴者参加型番組」でもあるため、例えば企画会議はUstreamで行われるほか、Twitterで番組の公式アカウントをフォローすることも出来る[1]。また、ニコニコ動画内にもチャンネルを開設しており、番組の未公開部分や番外編の動画を視聴することが可能である。
- 「視聴者のニッチな要望が実際に形になるのが面白い」として、放送地域である岡山・香川エリア以外にも口コミの形で評判が広まり、放送区域外やAT-Xでの放送を求める声があった[1][3]。
- 通常この枠は土曜日に本放送されている『ワク!どき!探検隊』の再放送に充てられているが、本番組の放送時は同番組の再放送を休止して対応している。
- 番宣CMはTSCでも放送されていたアニメ『新世紀エヴァンゲリオン』の次回予告調にしており、BGMも次回予告の音楽を使用している[4]。
- 2013年6月までは不定期に再放送が行われていたが2013年7月以降は第一火曜日深夜に固定された。
- Radio momoで番組のラジオ版「にじどこレディオ☆〜にじラジ〜」が2014年10月11日から毎週土曜日21:00 - 22:00に放送されている。それに伴いUstream企画会議配信は終了した。「にじラジ」は、2016年3月26日分の放送をもって終了した。
- 同じ日曜深夜枠にTXNニュースを挟んで「乃木どこ（乃木坂って、どこ？）」が放送されていて、番組名も類似しているが、特に関連はない。
- 番組は2015年7月19日で終了。公式サイト、ブログ、ツイッターなども、2016年3月を以って閉鎖された。
- にじラジの事実上の続編としてTSCとRadio momoのコラボで「サブカルなんて言わせないっ」が2016年12月 - 2018年3月まで放送・YouTubeで配信されていた。
- 放送当時は高校生だった女性が本番組視聴を契機に声優になることを決意し、上京。後にアニメ番組の出演が内定している[1][5]。

## 出演者
タミヤ
本名：宮田 絵利（みやた えり、1988年11月9日 - ）
当番組のMCにして発案者。
TSCの営業部（当時）の社員。発案者・出演者としては「タミヤ」名義、構成作家・プロデューサーとしては本名名義。
基本的にはタミヤが番組を進行するが、企画によっては一般視聴者や、インタビューのゲストとして声優やアニメソングを歌うアーティストも参加する。
ムッシュ中村
ナレーション
ヌヌさん
TSCのイメージキャラクターななちゃんのパロディの人形。番組では別人としている。

## 放送リスト

### 通常放送
| 放送日時      | 内容・特集                                                                                          | 備考・ゲスト |
| ------------- | --------------------------------------------------------------------------------------------------- | --- |
| 2012年4月24日 | アニメ コンテンツ エキスポ2012リポート                                                              | |
| 2012年7月3日  | 声優井上和彦インタビュー                                                                            | |
| 2012年8月14日 | ヱヴァンゲリヲンと日本刀展（備前長船刀剣博物館）                                                    | |
| 2012年9月3日  | 福岡おすすめアニメショップ情報                                                                      | |
| 2012年10月2日 | ホラーゲーム特集 タミヤ母校に帰る（武庫川女子大学）                                                 | 紹介ゲーム:青鬼（フリーゲーム）、ザ・タイピング・オブ・ザ・デッド(PC版) Ib（フリーゲーム）、生き人形の間（iPod touch版）、TheHOUSE（フリーゲーム）                                                                       |
| 2012年11月6日 | 京都国際マンガ・アニメフェア2012 声優インタビュー（備考参照）                                       | TVアニメ『ゆるゆり』シリーズ声優陣（三上枝織、大坪由佳、津田美波、大久保瑠美） 映画『伏 鉄砲娘の捕物帳』担当声優（寿美菜子、宮本佳那子、日高里菜 ） 劇場版『TIGER & BUNNY-The Beginning-』担当声優（平田広明、森田成一） |
| 2012年12月4日 | 高松市キャラ☆フェス 岡山県立大学置鮎龍太郎トークショー                                              | アニソン歌手喜多修平インタビュー 声優置鮎龍太郎インタビュー |
| 2013年1月8日  | インターナショナル・メディア学院岡山校リポート                                                      | 声優堀川りょうインタビュー |
| 2013年2月5日  | キャラ弁作りに挑戦、主題歌公開                                                                      | |
| 2013年3月4日  | オタク外人レポート、少女マンガレビュー（りぼん'90年期篇）                                           | レビュー紹介作品：こどものおもちゃほか |
| 2013年4月2日  | タミヤ、漫画家アシスタントに挑戦。                                                                  | 少女漫画家かわにし萌（マーガレット金のティアラ大賞受賞者）インタビュー 音楽ユニットangelaインタビュー |
| 2013年5月7日  | アニメ コンテンツ エキスポ 2013レポート・パート2 にじどこ×ローソンキャラ弁プロジェクト              | 声優竹内順子インタビュー |
| 2013年6月4日  | 高松市の某有名アニメショップで何を買ったか見せてください アニメファンのお宅訪問 少女マンガレビュー2 | レビュー紹介作品：グッドモーニング・コール、グッドモーニング・キス |
| 2013年7月7日  | コスプレマナー講座 ザ・マクロス原画展レポート                                                       | 声優中島愛インタビュー |
| 2013年8月4日  | 高須賀由枝先生の職場訪問・人気少女マンガが出来るまで。 にじどこ×ローソンキャラ弁プロジェクト        | |
| 2013年9月1日  | 世界コスプレサミットin名古屋レポート                                                                | FREE蛇Mの宣伝PRあり |
| 2013年10月6日 | 京都国際マンガ・アニメフェア2013レポート                                                            | アメリカザリガニ平井善之インタビュー・ファミコン対決 |
| 2013年11月3日 | 有頂天家族の聖地巡礼                                                                                | |
| 2013年12月1日 | 男装コスプレ入門                                                                                    | |
| 2014年1月12日 | ヌヌさん弁当完成発表                                                                                | 歌手LiSAインタビュー |
| 2014年2月2日  | | 映画『僕は友達が少ない』瀬戸康史・北乃きいインタビュー |
| 2014年3月2日  | にじどこサマー アニメイントロクイズ「にじどこドン」                                                 | |
| 2014年4月6日  | コスプレ小道具を自作してみよう!                                                                     | |
| 2014年5月11日 | AnimeJapan2014レポート                                                                              | |
| 2014年6月2日  | AnimeJapan2014レポート                                                                              | |
| 2014年7月6日  | 声優鈴村健一インタビュー                                                                            | |
| 2014年8月3日  | 声優上坂すみれインタビュー                                                                          | |
| 2014年9月7日  | アニメマシテの収録現場リポート                                                                      | 声優逢坂良太・村田太志インタビュー |
| 2014年10月5日 | A応P広瀬ゆうき・清水川沙季との秋葉原リポート                                                        | |
| 2014年11月2日 | タミヤ持込企画「アニソンで95点以上出すまで帰れません!」                                             | |
| 2014年12月7日 | タミヤ、鷲羽山ハイランドでブラジリアンパークの罰ゲーム。                                            | |
| 2015年1月12日 | コスプレ未経験者にコスプレの楽しさを知ってもらおう!                                                 | |
| 2015年2月1日  | タミヤがクレーンゲームに挑戦する。                                                                  | |
| 2015年3月1日  | 押井守監督インタビュー                                                                              | |
| 2015年4月4日  | 小学館の見学。                                                                                      | |
| 2015年5月9日  | 全国に発行されている出版物の凄さをタミヤがレポート!                                                 | |
| 2015年6月13日 | GRANRODEOインタビュー                                                                               | |
| 2015年7月18日 | 天津・向と大阪・日本橋のリポート。                                                                  | |

### スペシャル版
放送1周年記念としてスペシャル版を日曜深夜24時35分より放送された。
| 放送日時     | 内容・特集                              | 備考・ゲスト                                                                                        |
| ------------ | --------------------------------------- | --------------------------------------------------------------------------------------------------- |
| 2013年5月5日 | アニメ コンテンツ エキスポ 2013レポート | 声優小松未可子インタビュー 音楽ユニットangelaインタビューパート2 声優加隈亜衣リポート・インタビュー |

### 番外編
- BORUTO -NARUTO THE MOVIE-公開記念で火曜深夜25時40分より放送された。

| 放送日時      | 内容・特集                         | 備考・ゲスト                                |
| ------------- | ---------------------------------- | ------------------------------------------- |
| 2015年8月25日 | 美作国BORUTOスタンプラリーレポート | BORUTO -NARUTO THE MOVIE-出演者インタビュー |

## 主題歌
全て、作詞・宮田絵利、歌・タミヤ
- オープニングテーマ『2☆D（にじどこ）ソング』
  - 作曲・NUVA Sound Works
- エンディングテーマ『スタートライン』
  - 作曲・mako102501

第8回から使用。CDはイベントで発売。

## イベント
- にじどこ!ずんどこ!!どんどこ祭 零
  - 2014年6月21日にマスカットスタジアムで開催。

## コラボ商品
- ヌヌさん弁当
  - ローソンで2014年1月13日から1月26日まで販売されていた。
  - 岡山・香川・鳥取・島根限定。[10]

## スタッフ
- 企画 - タミヤ
- 構成 - 宮田絵利、久松剛（AUN）、安井祥二、中村充智
- ディレクター - 安井祥二、中村充智
- プロデューサー - 宮田絵利、久松剛（AUN）
- 制作協力 - AUN、びより
- 製作・著作 - テレビせとうち